# 宮本茂雄
宮本 茂雄（みやもと しげお、1928年 - 2016年11月11日）は、日本の教育心理学者。千葉大学名誉教授。
長野県生まれ。1954年東京大学教育学部教育心理学科卒業、1959年同大学院博士課程満期退学。国立科学警察研究所にて少年非行の研究に従事し、1964年千葉大学教育学部助教授。教授を経て、1991年名誉教授。障害児教育を専門とした。叙正四位、瑞宝中綬章追贈。

## 著書
- 『精神薄弱と非行』日本文化科学社　1969
- 『子どもの仮面』コレール社　1988
- 『教育以前』コレール社　1993

### 共編
- 『警察心理学』富田悟共編 日本文化科学社 1961
- 『精神薄弱児の心理』教師養成研究会共編 学芸図書 1975
- 『訪問教育の理論と実際』細村迪夫共編著 学苑社 障害児教育シリーズ 1980
- 『講座・障害児の発達と教育 第2巻 発達の診断』林邦雄共編著 学苑社 1982
- 『講座・障害児の発達と教育 第4巻 発達と指導 2 感覚・知覚』細村迪夫共編著　学苑社 1982
- 『講座・障害児の発達と教育 第5巻 発達と指導 3 言語』柚木馥共編著 学苑社 1982
- 『講座・障害児の発達と教育 第6巻 発達と指導 4 概念形成』編著 学苑社 1982
- 『講座・障害児の発達と教育 第7巻 発達と指導 5 情緒・社会性』柚木馥共編著 学苑社 1982
- 『講座・障害児の発達と教育 第9巻 教育 2 指導法』編著 学苑社 1982
- 『講座・障害児の発達と教育 第1巻 障害児の発達と教育』鈴木克明共編著 学苑社 1983
- 『講座・障害児の発達と教育 第10巻 教育 3 授業』編著 学苑社,1983
- 『講座・障害児の発達と教育 第3巻 発達と指導 1 身体・運動』林邦雄共編著 学苑社 1983
- 『講座・障害児の発達と教育 第8巻 教育 1 教育課程』細村迪夫共編著 学苑社 1983
- 『交流教育の理論と実際』細村迪夫共編著 学苑社 障害児教育シリーズ 1984
- 『障害児のための指導技法ハンドブック』共編著 コレール社 1987
- 『認知学習ハンドブック』林邦雄,金子健共編著 コレール社 1996

### 翻訳
- A.J.グラッサー, I.L.ツィンマーマン『WISCの臨床的解釈』日本文化科学社 1978
- ネル&ピーター・モット『父として母として ダウン症児を育てた親の手記』学苑社 1983
- サミェル・A.カーク,ジェームス・J.ギャラファー『特殊児童の教育』学苑社 1986
- ジュディー W.ウッド『メインストリーミング 普通学級における軽度障害児の指導』監訳 学苑社 1986